# Sistema reticoloendoteliale
Il sistema reticoloendoteliale (RES), anche noto come sistema fagocitario mononucleare (MPS), è un sistema funzionale dell'organismo, privo di una propria sede anatomica che lo contraddistingua all'interno dell'organismo; fa parte del sistema immunitario. 
In generale possiamo individuare tre tipi di cellule:
- cellule reticolari collocate nei polmoni, nella milza, nel midollo osseo, nei linfonodi;
- macrofagi;
- cellule di Kupffer situate nel fegato.

## Tipi di cellule
La milza è la più grande unità del sistema fagocitario mononucleare. Il monocita si forma nel midollo osseo e viene trasportato dal sangue; migra nei tessuti, dove si trasforma in un istiocita o in un macrofago. I macrofagi sono ampiamente diffusi nel tessuto connettivo e nel fegato (cellule di Kupffer), milza e linfonodi (istiociti sinusali), polmoni (macrofagi alveolari) e sistema nervoso centrale (microglia).
La sopravvivenza dei monociti nel sangue è di circa 1 giorno, mentre i macrofagi permangono nei tessuti diversi mesi o anni. Il sistema fagocitario mononucleare fa parte dell'immunità umorale e mediata dalle cellule, ed ha un ruolo importante nella difesa contro i microrganismi, inclusi micobatteri, funghi, batteri, protozoi e virus. I macrofagi rimuovono eritrociti senescenti, leucociti e megacariociti mediante fagocitosi e digestione.
| Nome cellula                        | Posizione                |
| ----------------------------------- | ------------------------ |
| Macrofago del tessuto adiposo       | tessuto adiposo          |
| Monocita                            | midollo osseo / sangue   |
| Cellula di Kupffer                  | fegato                   |
| Istiociti sinusali                  | linfonodi                |
| Macrofago alveolare                 | alveoli polmonari        |
| Macrofago tissutale (istiocita)     | tessuto connettivo       |
| Microglia                           | sistema nervoso centrale |
| Cellula di Hofbauer                 | placenta                 |
| Cellula mesangiale intraglomerulare | rene                     |
| Osteoclasto                         | ossa                     |
| Cellula epitelioide                 | granulomi                |
| Macrofago della polpa rossa         | polpa rossa della milza  |
| Macrofago peritoneali               | cavità peritoneale       |

## Funzione
Il compito del sistema reticolo-endoteliale è quello di eliminare sostanze estranee all'organismo e che potrebbero dunque essere dannose. Le principali disfunzioni che lo coinvolgono sono spesso dovute allo stato di shock dell'individuo o alle radiazioni. 
Può anche essere coinvolto nella degradazione di sostanze endogene che hanno terminato il loro compito. Il reticolo endoteliale della milza e del fegato, ad esempio, partecipa alla prima fase del catabolismo dell'eme. Nella prima reazione degradativa, ancora legato alla propria globina, l'eme viene aperto tramite ossidazione. Successivamente la struttura perde lo ione che si allontana in forma ferrica, e di conseguenza avviene il distacco della globina. Si ottiene così la biliverdina che tramite riduzione viene trasformata in bilirubina indiretta. Questa molecola verrà poi portata nel fegato, trasportata grazie ad albumine.